# Andrina Mračnikar
Andrina Mračnikar (* 4. Juli 1981 in Hallein) ist eine österreichische Regisseurin und Drehbuchautorin.

## Leben
Mračnikar wuchs in Keutschach am See in Kärnten und in Slowenien auf. Sie ist die Tochter der österreichischen Slawistin Helga Mračnikar.
Nach der Matura am BG und BRG für Slowenen in Klagenfurt studierte sie an der Universität Wien sowie an der Akademie für Radio, Theater, Film und Fernsehen in Ljubljana. Ab 2002 setzte sie ihr Studium an der Filmakademie Wien, Studienrichtung Drehbuch, bei Walter Wippersberg und ab 2003 Studienfach Regie bei Michael Haneke fort. 2010 folgte der Abschluss beider Studien. Sie nahm an Masterklassen von Constantin Costa-Gavras, Ken Loach und Andreas Dresen teil.
Schon während ihrer Ausbildung war sie Preisträgerin bei Festivals.
Andrina Mračnikar lebt in Wien.

## Auszeichnungen
- 1997 und 1998: Goldener Bär für den besten Jugendfilm beim Internationalen Kurzfilmfestival Ebensee
- 2002: Literaturpreis des Landes Kärnten
- 2003: Diagonale-Preis der Diözese Graz/Seckau für den besten Dokumentar- oder Kurzspielfilm
- 2005: Carl-Mayer-Drehbuchpreis
- 2007: Diagonale-Preis der Jugendjury für den Besten Nachwuchsfilm
- 2015: First Steps Award und Österreichischen Filmpreis sowie zwei Nominierungen für die Goldene Romy.
- 2016: Nominierung Fernsehpreis der Erwachsenenbildung
- 2018: Kulturpreis des Landes Kärnten Förderungspreis
- 2022: Diagonale, Publikumspreis

## Filme
Ein Schwerpunkt ihrer Filme ist die Geschichte und Zukunftsperspektive der slowenischen Volksgruppe, Thema der Film-Trilogie Verschwinden / Izginjanje (2022), Andri 1924–1944 (2002) und Der Kärntner spricht Deutsch (2006).
- 1996: Bo Bilo, Kurzspielfilm
- 1998: Večernica, Kurzspielfilm
- 2002: Andri 1924–1944, Dokumentarfilm – Diagonale-Preis Bester Kurzdokumentarfilm 2003
- 2003: Meine Stimme wäre still, Kurzspielfilm
- 2004: Rosi oder das Feuer, Kurzspielfilm
- 2006: Der Kärntner spricht Deutsch, Dokumentarfilm – Diagonale-Preis Bester Nachwuchsfilm 2007
- 2007: Krankheit der Jugend, Spielfilm (Segment)
- 2009: Die Wand ist abgerissen, Kurzfilm
- 2015: Ma folie, Spielfilmdebüt
- 2016: Universum History – Kärnten / Koroška, TV-Film
- 2022: Verschwinden / Izginjanje, Dokumentarfilm